# Rehburg
Rehburg a fost un oraș situat la vest de lacul Steinhuder Meer; în prezent este un cartier al orașului Rehburg-Loccum din landul Saxonia Inferioară, Germania.
Coordonate: 52° 28' 30" N, 9° 13' 45" O